# 阿尔斯坦别克·杜伊舍耶夫
阿尔斯坦别克·杜伊舍耶维奇·杜伊舍耶夫（俄语：Арстанбек Дуйшеевич Дуйшеев；1932年9月16日—2003年6月30日），吉尔吉斯族，苏联党和国家领导人。曾任吉共伊塞克湖州委第一书记；吉尔吉斯苏维埃社会主义共和国最高苏维埃主席团主席、部长会议主席；苏联最高苏维埃主席团副主席等职。

## 生平
- 1932年9月16日出生于凯明区基奇克明村的一个农民家庭。1954年毕业于吉尔吉斯斯克里亚宾农学院。
- 1954年，天山州朱玛古尔区国营农场兽医。
- 1954年-1958年，伊塞克湖州托恩区托恩集体农场首席兽医。1957年加入苏联共产党。
- 1957年-1960年，天山州朱玛古尔区国营农场负责人。
- 1960年-1961年，吉共天山州朱玛古尔区委书记。
- 1961年-1962年，吉共中央机关部组织委员会负责人。
- 1962年-1963年，吉共奥什州乌兹根区委第一书记。
- 1963年-1964年，吉共奥什州乌兹根区集体农场党委书记兼国有农场管理局书记。
- 1964年-1968年3月，吉共奥什州乌兹根区委第一书记。
- 1968年3月-1971年3月，吉共中央书记处书记。
- 1971年3月-1979年1月，吉共伊塞克湖州委第一书记。
- 1979年1月-1981年1月，吉尔吉斯苏维埃社会主义共和国最高苏维埃主席团主席。期间，1979年4月-1981年6月，苏联最高苏维埃主席团副主席。
- 1981年1月-1986年5月，吉尔吉斯苏维埃社会主义共和国部长会议主席。
- 1986年5月起，吉尔吉斯兽医研究所所长。享受比什凯克市个人养老金待遇。
- 2003年6月30日于比什凯克逝世，享年70岁。

杜伊舍耶夫是苏共24-27大代表；第26届中央候补委员；第9届苏联最高苏维埃民族院代表，第10-11届苏联最高苏维埃联盟院代表。

## 荣誉
苏联：
- 十月革命勋章
- 三次劳动红旗勋章

吉尔吉斯斯坦：
- 荣誉农业工作者称号（1992）
- 玛纳斯一千周年纪念章（1995）
- 三级玛纳斯勋章（2002）
- 共和国英雄称号（2022年追授）